# Chặng đua MotoGP Styria
Chặng đua MotoGP Styria (tên chính thức Grand Prix of Styria) là một chặng đua thuộc giải đua xe MotoGP được tổ chức trong hai năm 2020 và 2021 ở trường đua Red Bull Ring, Áo. Đây là chặng đua được bổ sung vào lịch thi đấu do có các chặng đua khác bị hủy vì đại dịch COVID-19. Chặng đua này bao gồm ba thể thức là MotoGP, Moto2 và Moto3.

## Lịch sử
Năm 2020: Do đại dịch covid-19, trường đua Red Bull Ring được phép đăng cai hai chặng đua MotoGP, chặng đua được bổ sung lấy tên là GP Styria. Người chiến thắng thể thức MotoGP là Miguel Oliveira của đội đua Red Bull KTM. Đây là chiến thắng thể thức MotoGP đầu tiên của Oliveira.
Năm 2021: Chặng đua tiếp tục được tổ chức để thay thế cho chặng đua Phần Lan bị hủy vì đại dịch covid-19: Người chiến thắng thể thức MotoGP là Jorge Martin, đây cũng là chiến thắng thể thức MotoGP đầu tiên của Martin.

## Kết quả theo năm
| Năm  | Trường đua    | Moto3            | Moto3 | Moto2           | Moto2 | MotoGP          | MotoGP | Chi tiết |
| Năm  | Trường đua    | Tay đua          | Xe    | Tay đua         | Xe    | Tay đua         | Xe     | Chi tiết |
| ---- | ------------- | ---------------- | ----- | --------------- | ----- | --------------- | ------ | -------- |
| 2021 | Red Bull Ring | Pedro Acosta     | KTM   | Marco Bezzecchi | Kalex | Jorge Martín    | Ducati | Report   |
| 2020 | Red Bull Ring | Celestino Vietti | KTM   | Marco Bezzecchi | Kalex | Miguel Oliveira | KTM    | Report   |